# Моррис, Кэрол
Кэрол Энн Лаверне Моррис (англ. Carol Ann Laverne Morris; род. 25 октября 1936 года) — победительница конкурса Мисс Айова, стала второй Мисс США, победившей на конкурсе «Мисс Вселенная» в 1956 году.

## Биография
Родилась в городе Омаха, штат Небраска, являлась единственным ребёнком в семье. Переехав с семьёй в городок Скотт-сити, штат Канзас, она окончила начальную школу. Позже, переезжает в город Оттумва, штата Айова, где заканчивает Среднюю школу Оттумвы. Кэрол была чемпионом по плаванию и работала спасателем, также пела в церковном хоре и играла на скрипке.
В первом конкурсе красоты, было участие в звании Мисс Оттумва. Учась в университете, она завоевала титул на конкурсе красот Мисс Айова. Кэрол представляла штат на конкурсе Мисс Америка 1954. Играла произведение Стардаст.
Она выиграла на конкурсах Мисс Айова , Мисс США 1956 и Мисс Вселенная 1956.
В июне 1959 года 23-летняя Морис вышла замуж за 45-летнего Эда «Базза» Берка, богатого техасского нефтяника из Хьюстона. В апреле 1960 года было сообщено, что у пары родился мальчик. Позже у них родилось ещё двое детей. После того, как её первый муж умер, Кэрол Энн Лаверне Моррис повторно вышла замуж и родила ещё одного ребёнка. В настоящее время у неё есть одна внучка. По состоянию на 2010 год, она жила в Техасе со своим мужем.